# The Satin Girl
The Satin Girl er en amerikansk stumfilm fra 1923 af Arthur Rosson.

## Medvirkende
- Mabel Forrest som Lenore Vance
- Norman Kerry som Dr. Richard Taunton
- Marc McDermott som Fargo Gregg
- Clarence Burton som Moran
- Florence Lawrence som Sylvia